# 絹本著色五字文殊像
『絹本著色五字文殊像』（けんぽんちゃくしょくごじもんじゅぞう）は、鎌倉時代末期・南北朝時代の画僧である文観房弘真の代表作。文観が後醍醐天皇に護持僧として仕えていた建武元年6月9日（1334年7月10日）、数え57歳の時に、亡母への三七日（みなぬか）供養として、慈母的な姿の文殊菩薩を描いた仏教絵画である。昭和11年（1936年）5月6日、重要文化財指定。

## 来歴

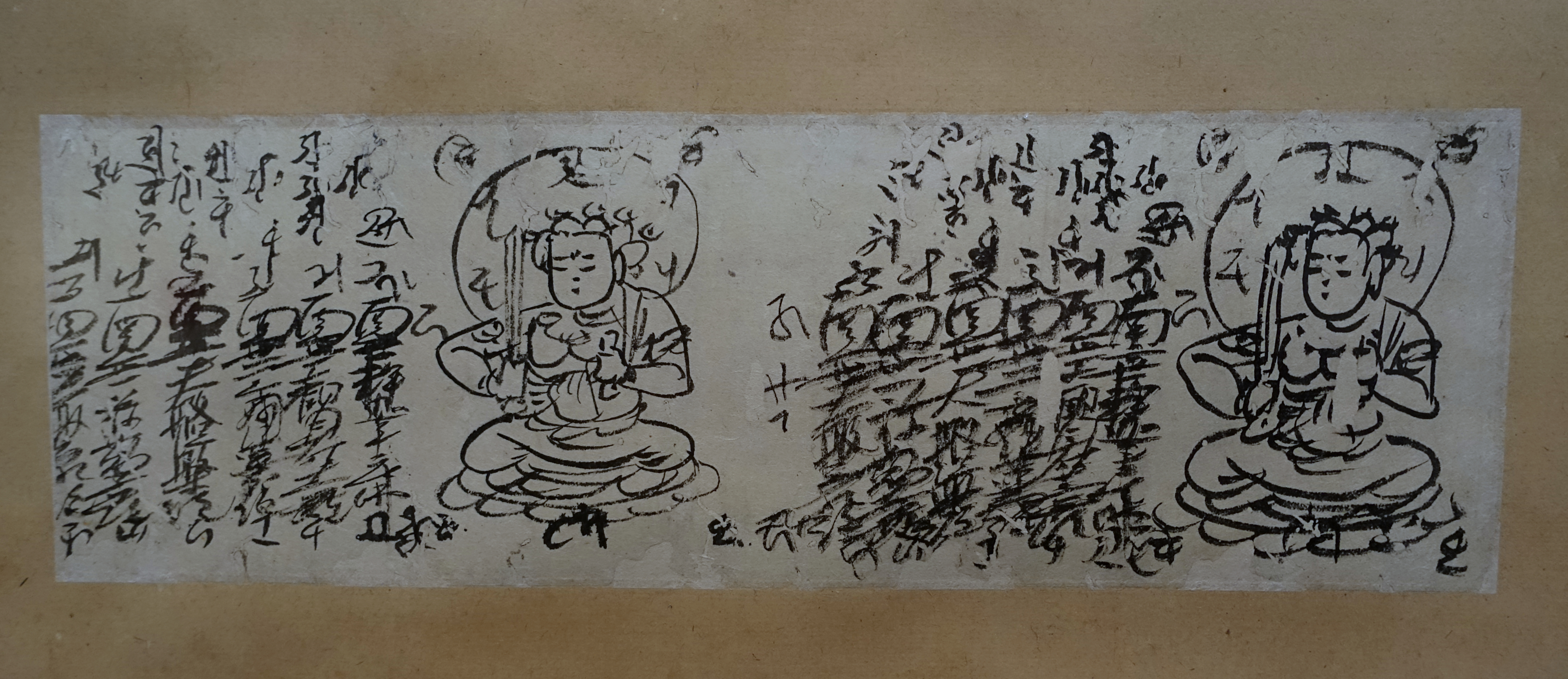
文観画『日課文殊』（フリーア美術館蔵）、毎日の修行として文殊菩薩を描いたもの

作者の文観房弘真（もんかんぼうこうしん）は、真言律宗の遁世僧から身を立てて、のち真言宗醍醐派の密教僧も兼ね、後醍醐天皇の護持僧として仏教面での第一の側近となり、醍醐寺座主・天王寺別当・東寺一長者として活躍した中世政治史上の重要人物である。その一方で、文観には画僧としての一面もあり、関わった美術作例の現存点数は中世の僧侶としては並ぶ者は少なく、特に絵画制作に限れば中世最大である。狩野派の絵師である狩野永納は、『本朝画史』（延宝6年（1679年））で、文観の画家としての力量を「不凡」（非凡）と評している。
文観の弟子が著した『瑜伽伝灯鈔』（正平20年/貞治4年（1365年））は、次のような伝説を伝える。文観の母は懐妊時、如意輪観音と白衣観音に祈誓した。すると、夢の中に観音菩薩が出てきて、赤・白・青の三つの宝珠から一つを選べと言う。文観母は白の宝珠を選んで手にしたが、そうして生まれたのが文観房弘真であるのだという。
伝説の内容の真偽はともかく、少なくとも文観の観音信仰は母に由来することがわかる。のち文観は文殊菩薩も信仰するようになった。田村隆照は、文観は真言律宗総本山の西大寺に入って後、文殊菩薩の図絵を毎日描くのを日課の修行としていたのではないかと推測している。房号「文観」と初諱「殊音」は、「観音文殊」のアナグラムであるというのが通説である。
その後、後醍醐天皇の腹心として、元弘の乱（1331年 - 1333年）では鎌倉幕府によって薩摩国鬼界ヶ島（鹿児島県硫黄島）に流されるなど法難を経てきたが、元弘3年6月5日（1333年7月17日）に後醍醐が開始した建武の新政で重用された。建武元年（1334年）4月1日から6月23日のいずれかの日に醍醐寺座主に昇った。こうした中、同年5月、母が死去し、その三七日（みなぬか、21日目）の追善供養として描かれたのが本作品である。
なお、文観はさらにこの後、五七日である6月23日（西暦7月24日）に、八字文殊像（個人蔵）を描いている。
本作品は、近代には兵庫県芦屋の実業家で美術品蒐集家の山本發次郎（1887年 - 1951年、佐伯祐三作品のコレクションで知られる）が所有し、昭和10年（1935年）5月10日には「絹本著色五字文殊像」の名称で重要美術品に認定され、翌昭和11年（1936年）5月6日には、当時の国宝（後の重要文化財）に指定された。その後、奈良県奈良市奈良国立博物館蔵。

## 内容
絹本著色（絹地に彩色した絵画）、縦90.8センチメートル・横41.6センチメートルで、この3尺・1尺半というサイズは基準的である。
右手に智慧の剣、左手に梵篋（ぼんきょう、経典を入れた箱）を持ち、獅子に騎乗する図像は、文殊菩薩の図像としては定番である。「五字」とは「五髻」（ごけい）、つまり髻（もとどり、髪の束）が5つあることで、これも文殊の髻数としては最も一般的なものであり、文殊のうち息災を本誓（菩薩の誓い）とする一形態を表現する。
七日ごとの忌日供養は平安時代すでに見られるが、供養本尊が定式化したのは室町時代で、定式における三七日の本尊は地蔵菩薩である。文観の時代はまだ過渡期にあるため、必ずしも地蔵菩薩である必要はない訳だが、特に文殊菩薩が画題として選ばれたのは、内田啓一の推測によれば、文観本人の強い文殊信仰とも関係しているのではないかという。
画面左下に墨書で「建武元年六月九日　相当悲母聖霊第三七日奉図之　（悉曇文字）オン・モ」とある。母の供養のための作品であることは#来歴を参照。最後の悉曇文字二つ「オン・モ」の種子（しゅじ、呪文）は、藤懸静也の説によれば、逆から読んでモ・オン、つまり「文」のことであり、「文観房弘真」という署名の意なのではないかという。
また、画面上部には、「文殊法常爾／法王唯一法／／一切無為人／一道出生死」と墨書されている。（マン）は文殊菩薩を表す種字である。図像上部に種字を配すのは文観の作品に特徴的だが、文殊画像に種字を入れるのは文観に限らずよく見られ、内田の推測によれば、五代から北宋の慣習ではないかという。

## 評価
内田啓一の評価では、本職の絵仏師の作品に比べて、絵そのものの完成度としては若干劣るという。菩薩の描線にややシャープさが欠けている上に、その装飾品の形も繊細さが無い。頭部を後ろに振り向いてあんぐりと口を開ける獅子の姿も、全くスマートではない。しかし、それだけにかえって、文観本人の筆であることが証明される。また、一般的な文殊菩薩像は、童子形で利発な凛々しい顔つきで表されるのに対し、本作は全体的に優しくやや女性的な形で表現されており、その笑みを浮かべた目元や口元は慈愛を感じさせる。内田は、想像を逞しくするならば、文観は自身の亡き母のイメージを、文殊菩薩を通して表現したのではないか、としている。
一方、田村隆照は、絵・書・仏僧としての信仰心という総合面から高く評価している。その描線には、日課として文殊を描いてきた修練・修行による筆力の力強さが認められ、信仰心に裏打ちされた優れた画僧としての真価を感じ取ることができる。そして、墨書の字も、国宝『後醍醐天皇宸翰天長印信（蠟牋）』の文観奥書と同じく、作者の強毅勁直さをよく表している、としている。
中島博は、着用する衣への金泥線描による絵画的な文様や、獅子像の墨線の力強さ・太さに、時代の風を見てとることができるとしている。また、高僧による「母への私的な思いが籠められた画像として、味わい深い作品」と評している。